# Кальвера
Кальвера (італ. Calvera) — муніципалітет в Італії, у регіоні Базиліката,  провінція Потенца.
Кальвера розташована на відстані близько 370 км на південний схід від Рима, 65 км на південний схід від Потенци.
Населення — 398 осіб (2014).
Щорічний фестиваль відбувається 7 серпня. Покровитель — San Gaetano di Thiene.

## Демографія
Населення за роками:

Станом на 1 січня 2023 року в муніципалітеті офіційно проживало 6 іноземців з 4 країн, серед них 4 громадяни країн Євросоюзу.

## Сусідні муніципалітети
- Карбоне
- Кастронуово-ді-Сант'Андреа
- Сан-Кірико-Рапаро
- Теана